# Tórshavner Stadtpark

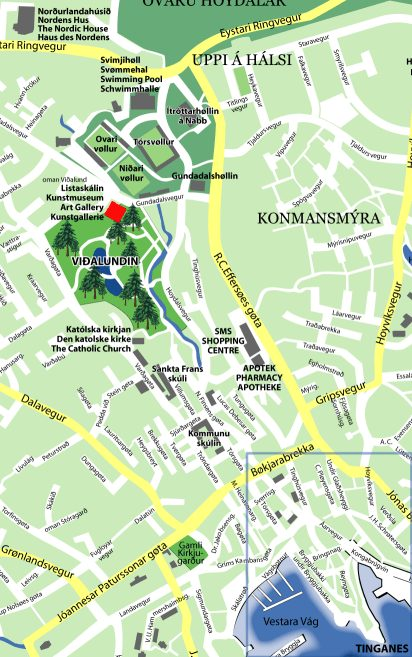
„Viðarlundin í Gundadali“ auf den Stadtplan von Tórshavn

Viðarlundin í Havn ist der Stadtpark von Tórshavn, der Hauptstadt der Färöer. Das färöische Wort viðarlundin steht für das Gehölz oder der Hain. Gelegentlich wird der Park auch Viðarlundin í Gundadali oder einfach Plantasjan genannt. Dieser Park sollte aber nicht mit dem anderen Stadtpark (Viðarlundin á Debesartrøð) verwechselt werden.

## Lage, Größe und Entwicklung
Auf dem, wenn man von einer niedrigwachsenden Wacholderart absieht, von Natur aus baumlosen Nordatlantik-Archipel ist diese Baumanpflanzung der weitaus größte, jedoch nicht der einzige Wald. Nachdem er 1969 und 1979 erweitert wurde, bedeckt er jetzt eine Fläche von 7,67 ha und ist damit vor dem Wald Viðarlundin í Niðara Hoydali und dem Park Viðarlundin á Debesartrøð die größte Grünanlage der Stadt. In der Stadt Tórshavn wurden an neun Stellen ein Wald, ein Park oder eine „Plantage“ angelegt. Ihre Gesamtfläche beträgt 56,7 ha. Insgesamt sind etwa 77,6 ha Fläche auf den Färöer bewaldet, was 0,06 % der Gesamtfläche des Archipels entspricht.

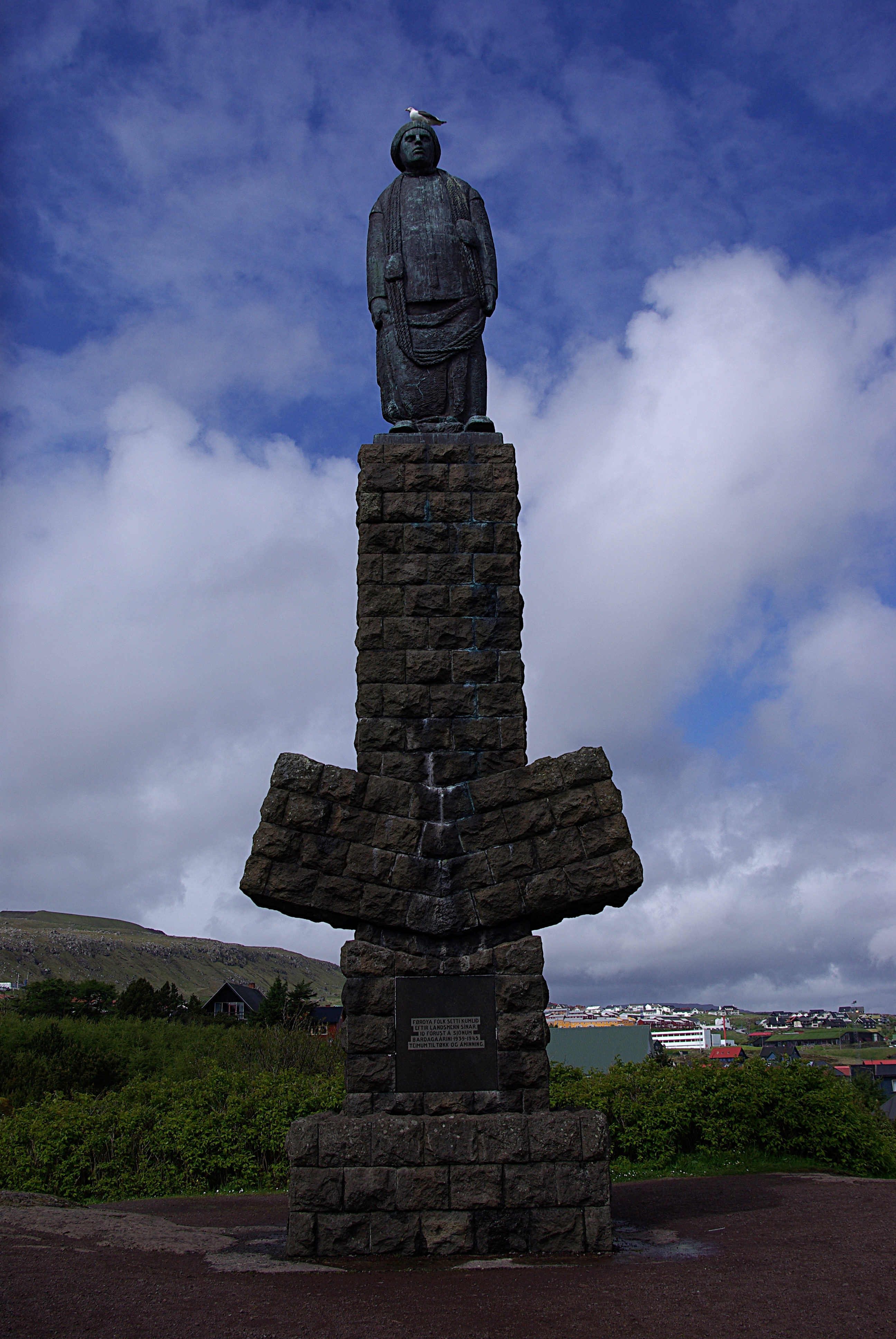
Mahnmal für die 132 getöteten Seeleute im Zweiten Weltkrieg im Tórshavner Stadtpark

Der erste Versuch, auf den Färöer durch Wiederaufforstung einen Wald anzulegen, wurde gegen 1885 in Tórshavn unternommen, er misslang jedoch. Der jetzige Stadtwald wurde 1903 angelegt, jedoch wenige Tage vor Weihnachten 1988 durch einen Orkan, der fast 300 km/h erreichte, weitgehend zerstört. Es war der schlimmste Sturmwetter seit Menschengedenken auf den Färöern gewesen. Seitdem wird er wieder aufgeforstet. Nicht weit von seiner höchsten Stelle, an der sich das Mahnmal für die umgekommenen Seefahrer und Fischer der Färöer im Zweiten Weltkrieg befindet, erinnern mehrere Kiefern, die nach der Entwurzelung wieder ausgeschlagen haben, an den Orkan von 1988. Im Jahr 2011 gab die färöische Post zur Erinnerung eine 10 Kronen-Briefmarke heraus, die damals umgeworfenen Bäume zum Motiv hat. Leider wurden im November desselben Jahres bei einem schweren Sturmwetter erneut 100 Bäume im Park umgeworfen.
Für Einheimische und Gäste ist der Park eines der wichtigsten Naherholungsgebiete in der Hauptstadtregion, der Kommune Tórshavn. Der Stadtwald gilt allgemein als ein Beweis dafür, dass es auf den Färöern doch Wald geben kann. Aus diesem Grund hat er auch einen hohen Stellenwert im nationalen Bewusstsein der Färinger, die sich ansonsten damit abfinden müssen, dass
- die allgegenwärtigen Schafe natürlichem Baumwuchs keine Chance lassen;
- die Durchschnittstemperaturen zwar mild sind, aber gerade deswegen Bäume bereits im Winter ausschlagen lassen, die dann immer wieder von späterem Frost überrascht werden;
- heftige Stürme keine Seltenheit sind;
- die Erdschicht in dem felsigen Land nur recht dünn ist und Baumwurzeln daher nur wenig Halt gegen diese Stürme bietet.

## Andere Anlagen
Nach dem Vorbild des Tórshavner Stadtparks wurden auf den Färöer noch weitere Wälder bzw. Parkanlagen geschaffen, z. B. auf der Insel Eysturoy der Viðarlundin á Selatrað, auf Borðoy der Viðarlundin úti í Grøv sowie auf der Insel Suðuroy der Viðarlundin á Vági, Viðarlundin í Trongisvági, Viðarlundin við Suðuroyar Sjúkrahús und der Viðarlundin við Tvøroyrar kirkju. Auch auf einigen der kleineren Inseln der Färöer entstanden Wälder, z. B. auf Vágar der Viðarlundin á Tungu und der Viðarlundin á Abbreyt, auf Kalsoy der Viðarlundin í Mikladali und auf Kunoy der Viðarlundin í Kunoy. Fast zeitgleich mit dem Stadtpark entstand in Tórshavn der Wald Viðarlundin í Niðara Hoydali.

## Kunst im Park

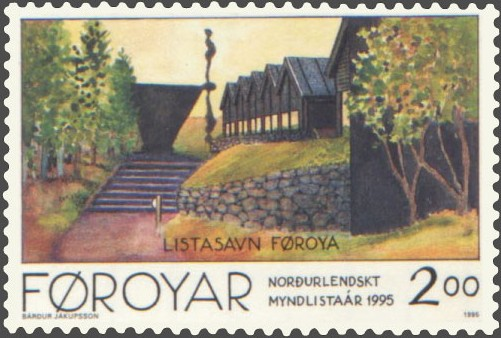
Listasavn Føroya – Die Kunstsammlung der Färöer

Im Tórshavner Stadtpark finden sich eine Reihe von Skulpturen, die zum angrenzenden Kunstmuseum der Färöer (Listasavn Føroya) gehören. Auch die architektonisch wertvolle katholische St. Marienkirche befindet sich direkt am Waldrand. Durchflossen wird die Plantage vom Havnará, einem Wildbach, und der hiesige Teich bietet schon mal spontanen Exoten wie der Mandarinente einen Lebensraum, wie sie sich zum Beispiel 2005 aus Großbritannien hierher verirrt hat.
Nördlich von Park und Kunstmuseum befinden sich auf der anderen Seite des Gundadalvegur die Anlagen des Sportparks Gundadalur mit Schwimmhalle, Sporthallen und Sportplätzen, darunter das Nationalstadium Tórsvøllur mit seinen markanten vier Flutlichtstrahlern. Nördlich davon schließt sich bereits Hoydalar an.

## Weitere Nutzungen
Traditionell finden alle Schulabschlussfeiern Tórshavns ihren Höhepunkt im August jeden Jahres, wenn sich hier Absolventen, Eltern und Lehrer treffen, Reden gehalten werden, und die meisten Schüler in färöischer Tracht einen der wichtigsten Fototermine ihres Lebens haben (neben der Hochzeit). Besonders bevölkert ist Viðarlundin auch im Frühjahr, sobald die Tage wieder länger werden. Da es in Tórshavn bisher keinen richtigen Kinderspielplatz gibt, erfüllt der Wald auch diese Funktion.

## Bildergalerie

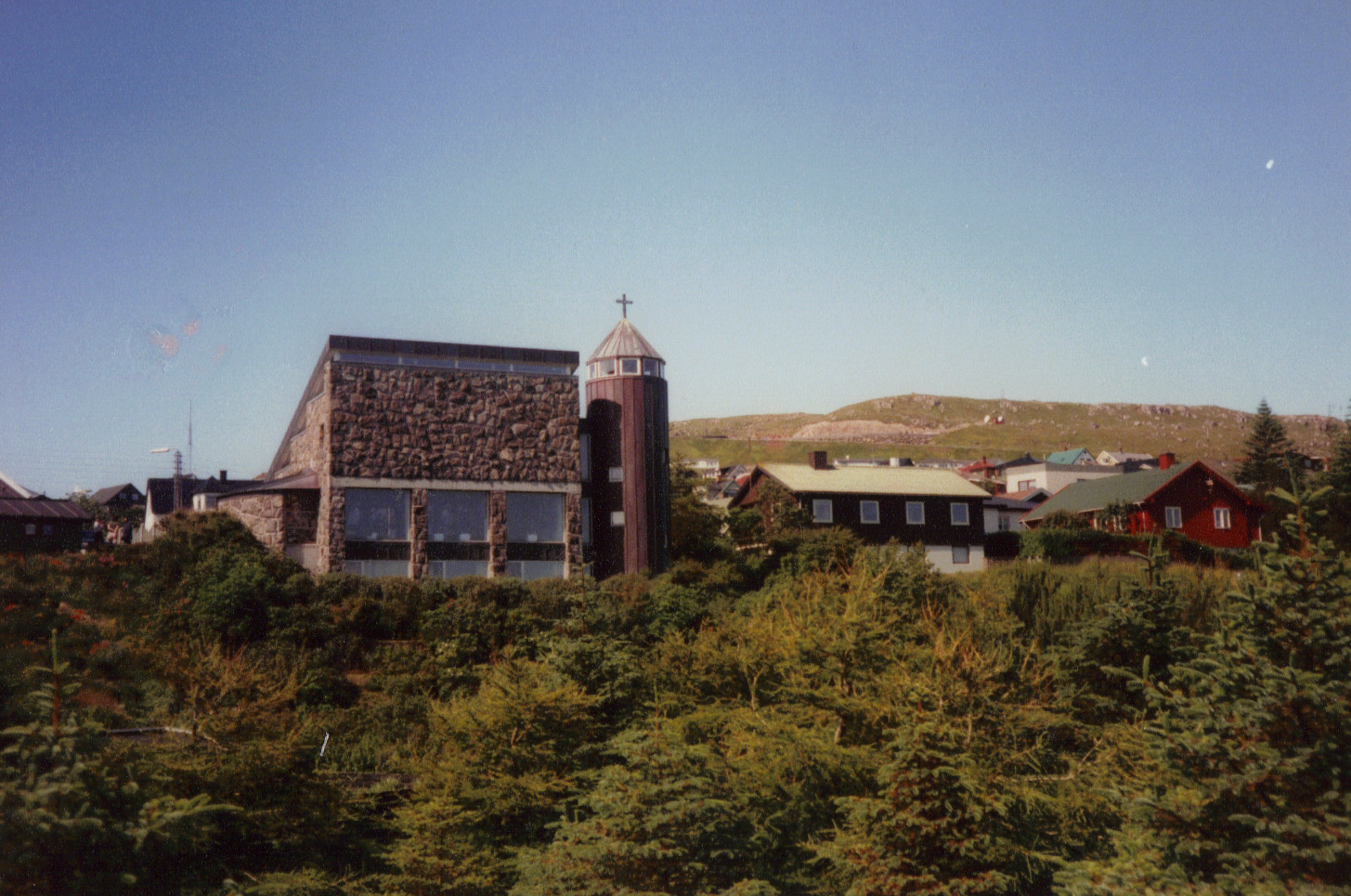
Blick vom Tórshavner Stadtpark zur katholischen Kirche
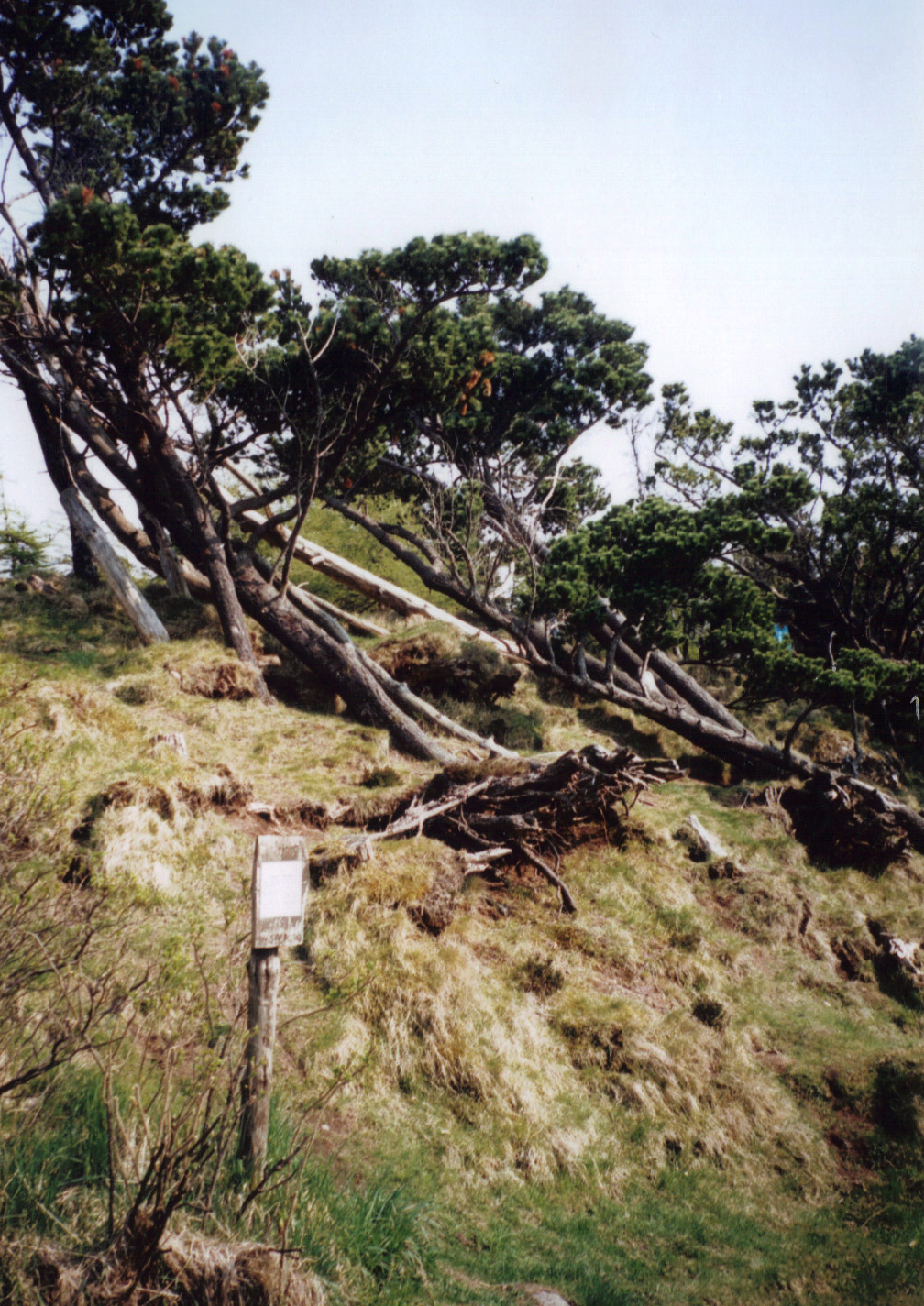
Kiefern, die im Orkan von 1988 gefallen sind, aber noch leben
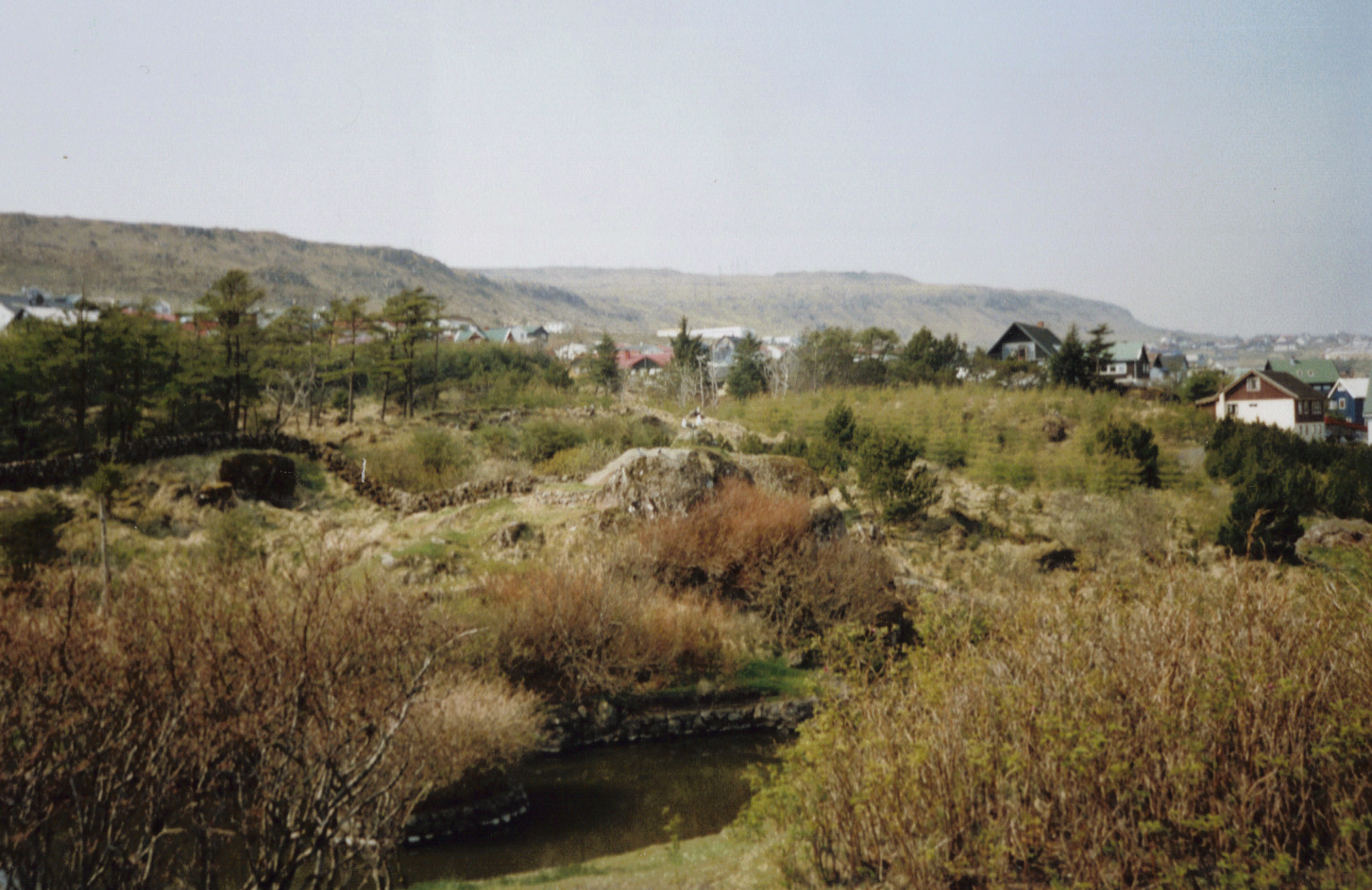
Teich im Stadtpark
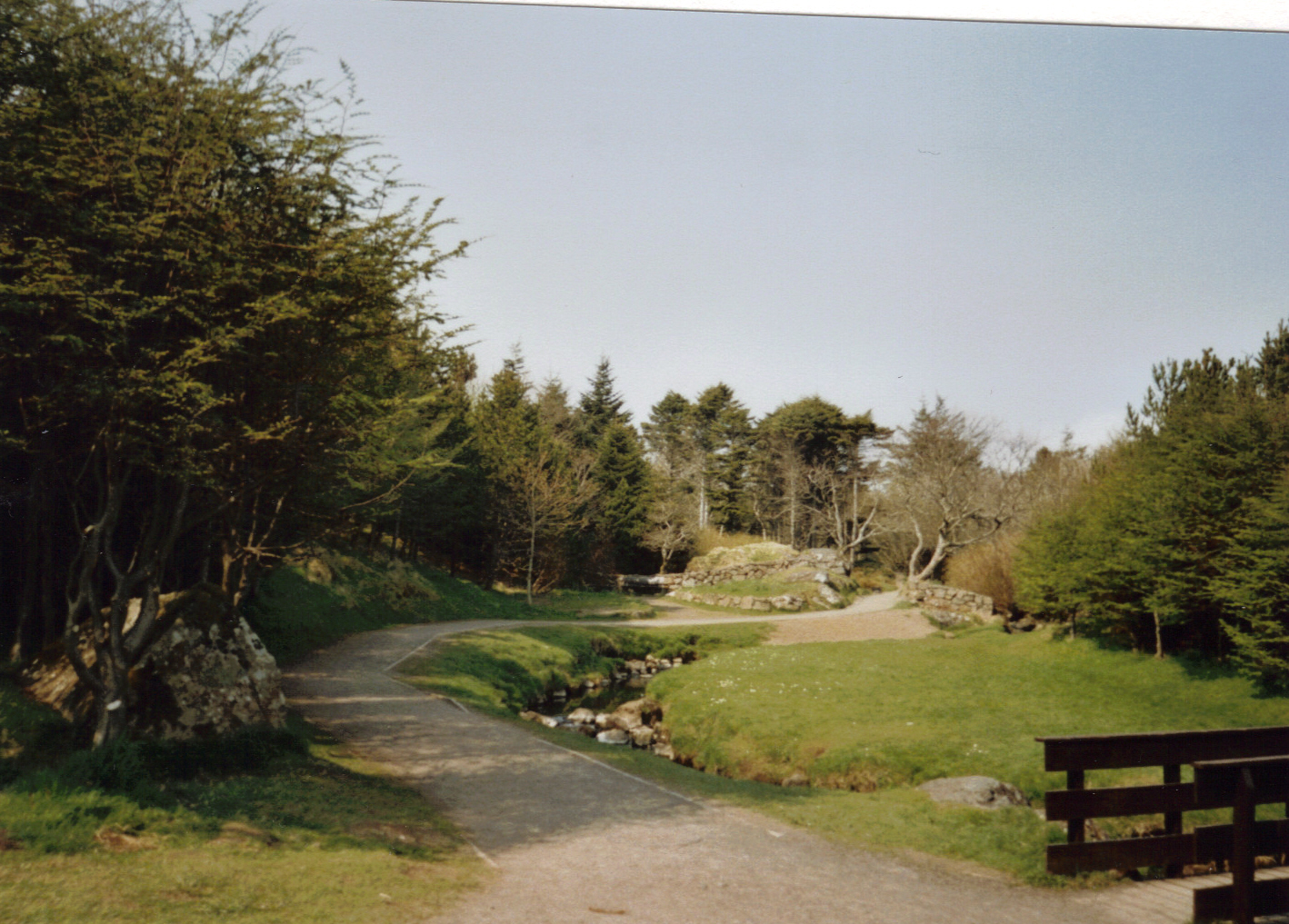
Spazierweg am Bach Havnará im Stadtpark
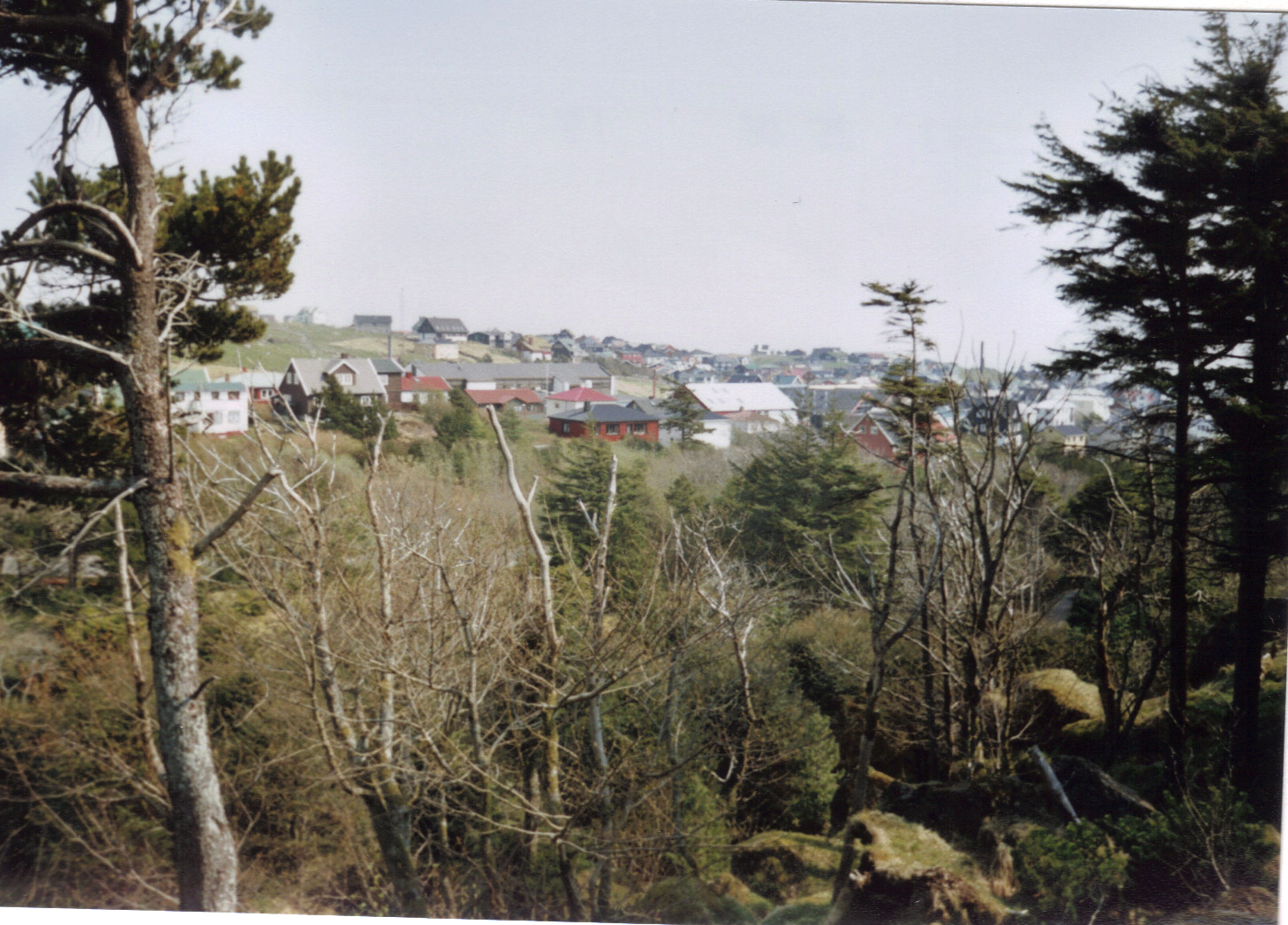
Blick vom Stadtpark
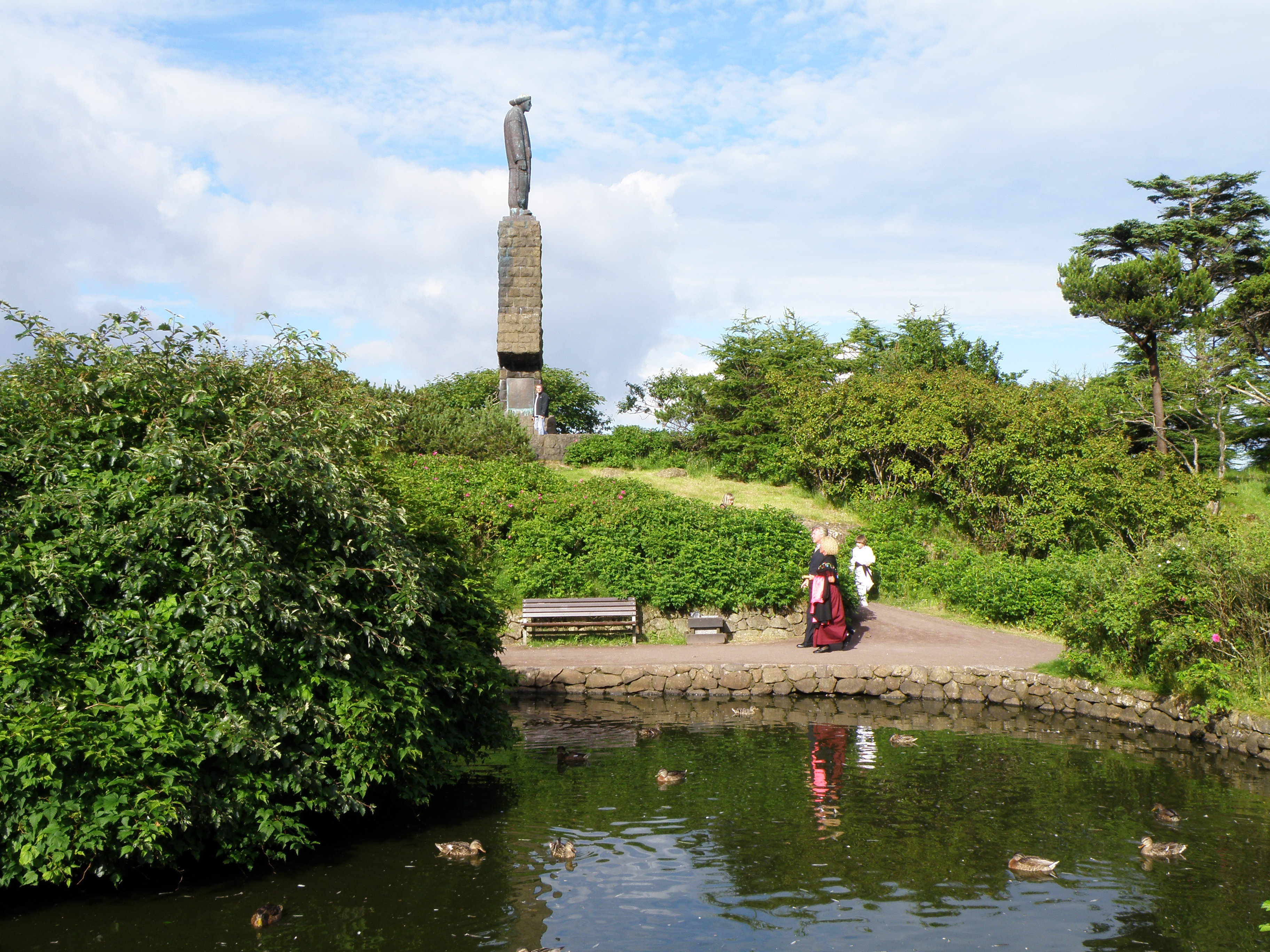
Kriegsmahnmal im Stadtpark für gefallene Seeleute im Zweiten Weltkrieg
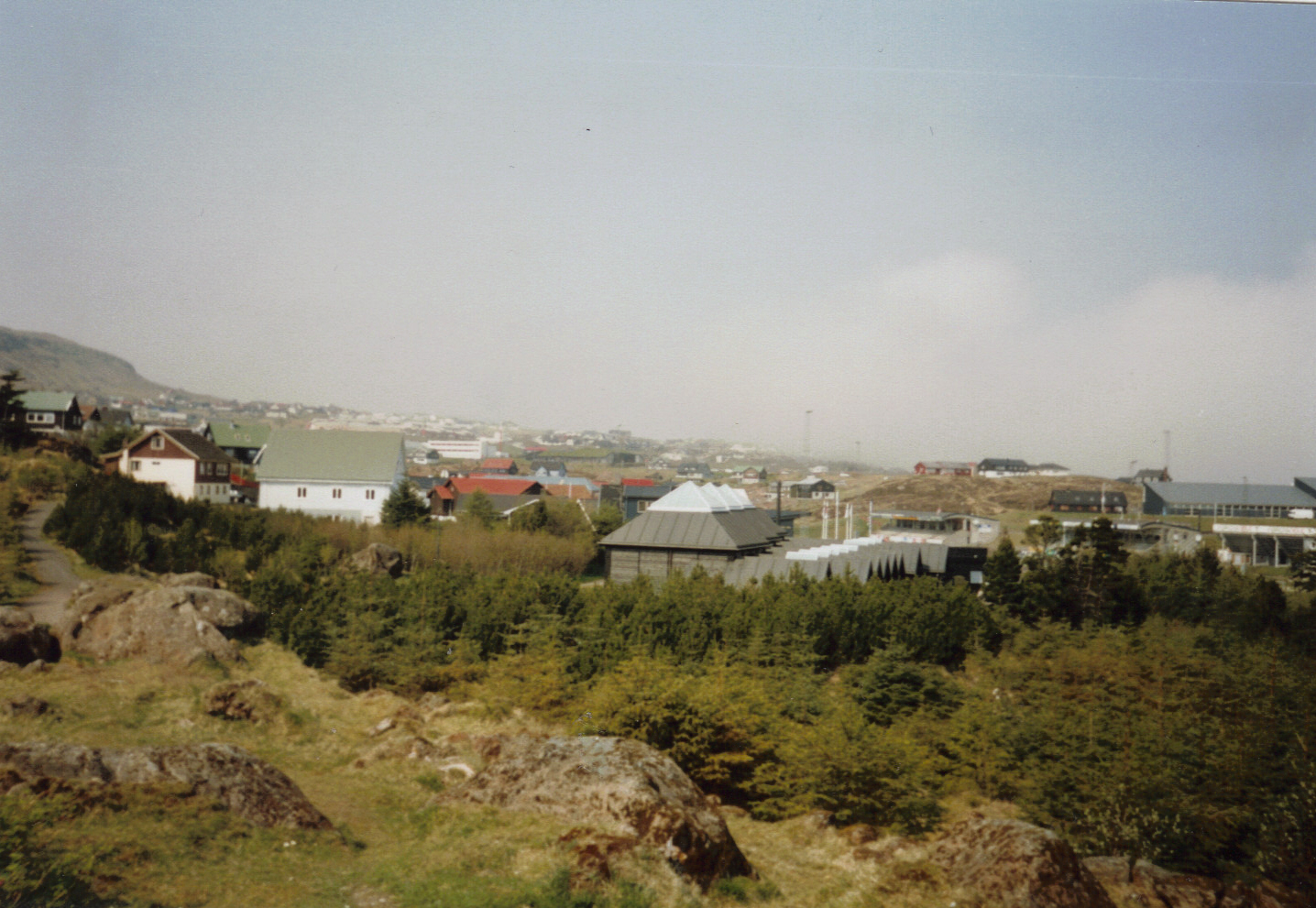
Stadtpark – nördlicher Teil mit Kunstmuseum
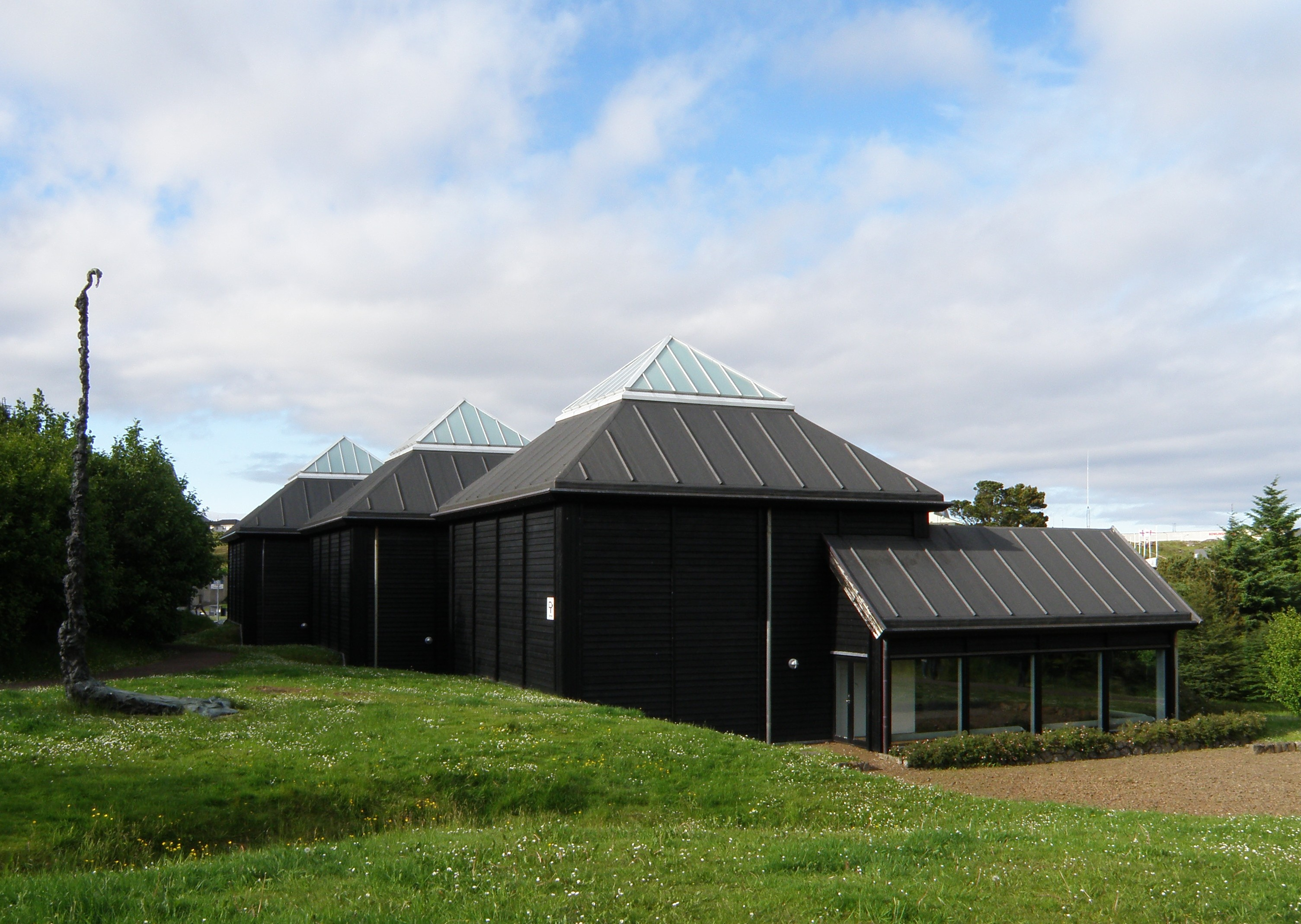
Das Kunstmuseum
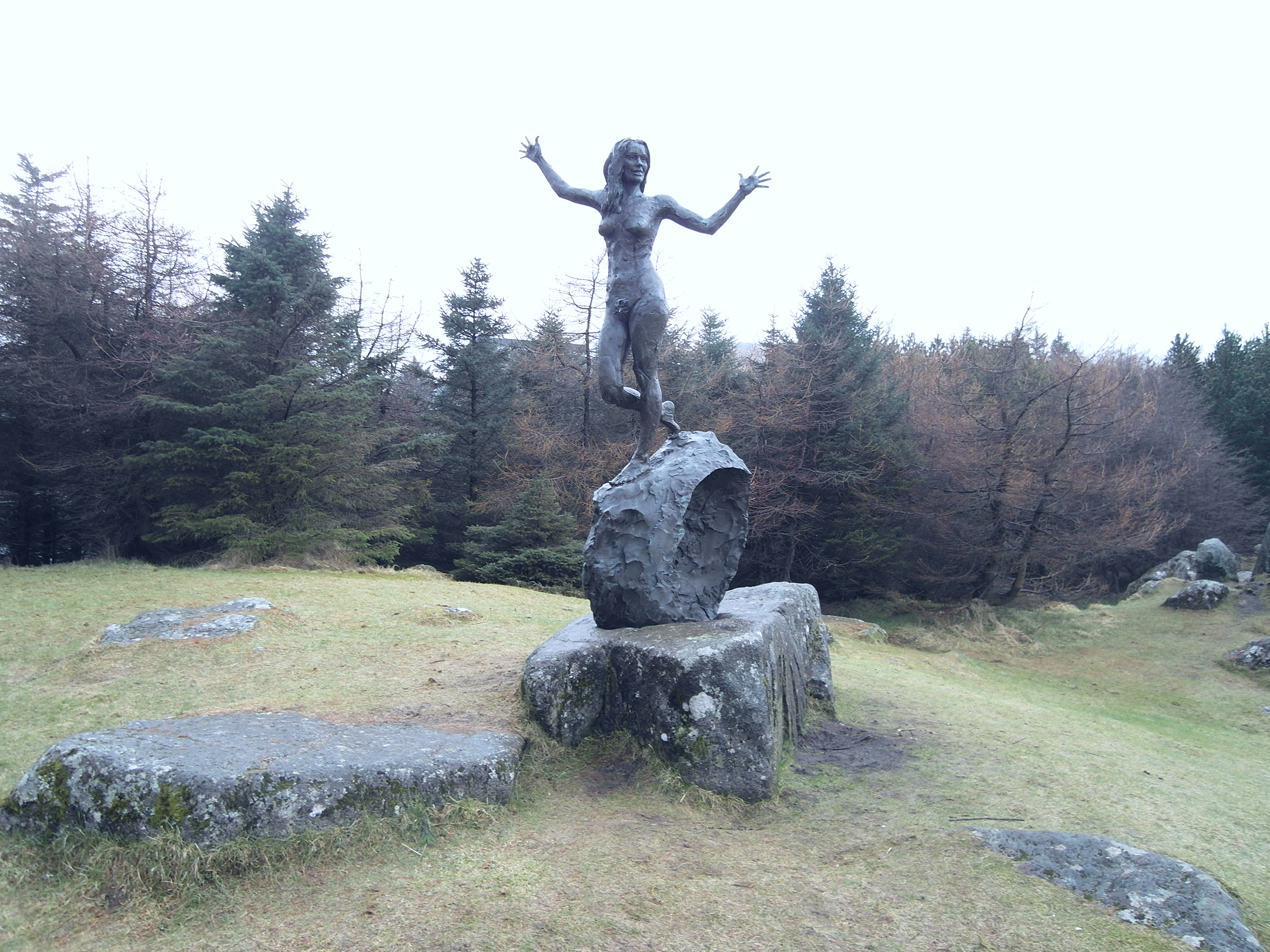
Eine Skulptur im Park
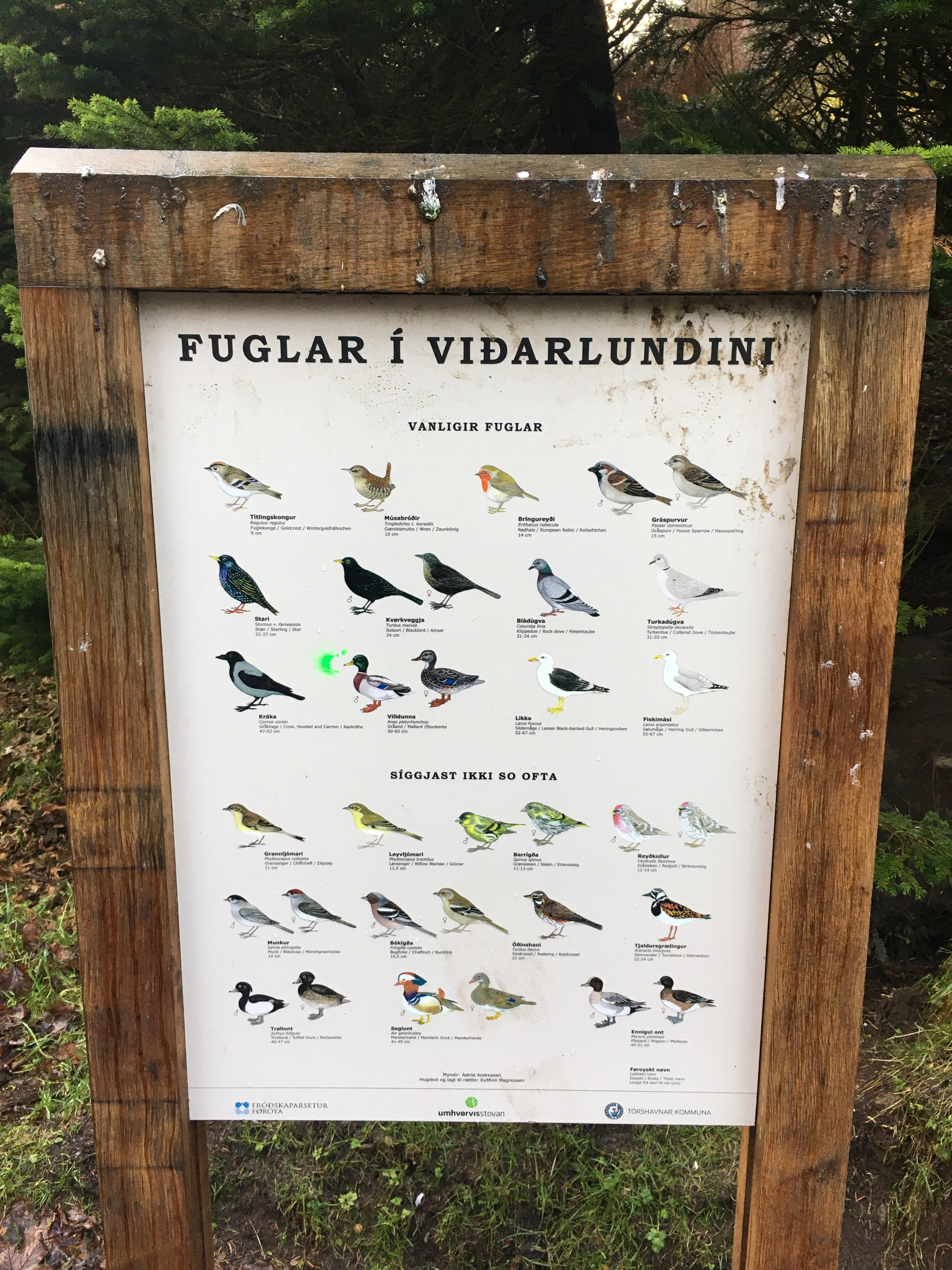
Hinweisschild über die Vogelwelt des Parks
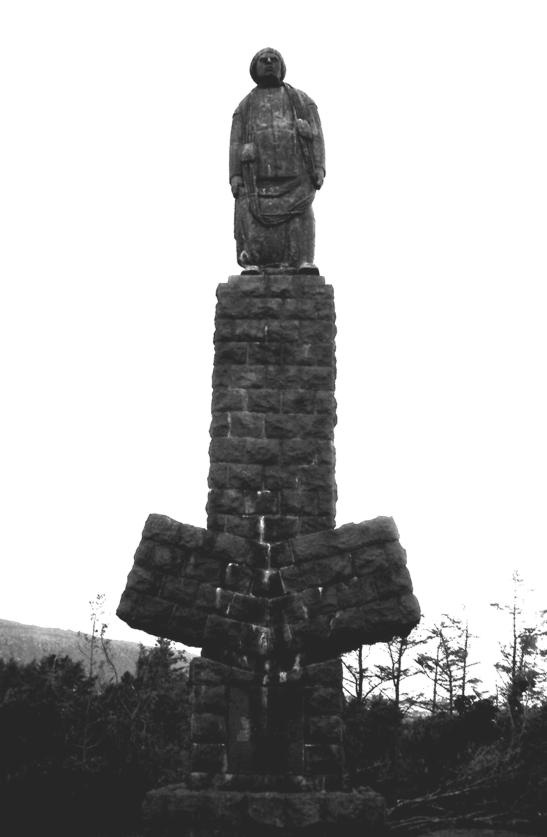
Das Denkmal, 1985